# Hennie Raché

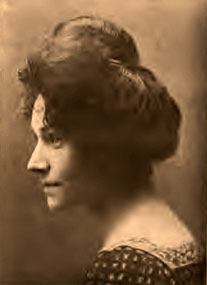
Hennie Raché

Hennie Raché (geb. Fock, * 15. August 1876 in Hamburg; † 18. Juni 1906 ebenda) war eine deutsche Schriftstellerin.
Raché schrieb Romane, Theaterstücke und Lyrik. Sie war verheiratet mit dem Schriftsteller, Journalist und Übersetzer Paul Raché (* 15. August 1869 in Berlin; † 27. Oktober 1939 ebd.).

## Werke (Auswahl)
- Gedichte von Hennie Fock, Dresden & Leipzig: Pierson 1901
- Liebe. Roman, Leipzig: Müller-Mann [1901]
- Nocturno. Pathologische Liebesgeschichten, Leipzig u. a.: Schuster & Loeffler 1902
- Über der Liebe. Schauspiel, Berlin: E. Bloch [1902]
- Ecce Ego. Schauspiel, Berlin: E. Bloch [1902]
- Die Scham. Geschichte zweier Ehen, Berlin und Leipzig: Schuster & Loeffler 1903
- Das heilige Leben. Schauspiel, Berlin: E. Bloch 1903
- Belsazar. Drama in 1 Akt, in: Bühne und Welt, 6. Jahrg., Nr. 4; Uraufführung im Thalia Theater in Hamburg am 15. Mai 1904
- Das Gasthaus zum deutschen Michel. Roman, Berlin und Leipzig: Schuster & Loeffler 1905
- Töff-Töff. Lustspiel in einem Akt (für 1 Herrn und 2 Damen), Berlin: E. Bloch 1906